# ستايسي لونغ
ستايسي لونغ (11 يناير 1985 في المملكة المتحدة - ) (بالإنجليزية: Stacy Long)‏ هو لاعب كرة قدم بريطاني في مركز الوسط. شارك مع منتخب إنجلترا تحت 16 سنة لكرة القدم ومنتخب إنجلترا تحت 17 سنة لكرة القدم ومنتخب إنجلترا تحت 18 سنة لكرة القدم ومنتخب إنجلترا تحت 19 سنة لكرة القدم ومنتخب إنجلترا تحت 20 سنة لكرة القدم ومنتخب إنجلترا لكرة القدم C ‏. أما مع النوادي، فقد لعب مع إبسفليت يونايتد وإيستبورن بوروه وتشارلتون أثلتيك وستيفيناغ بوروه ونوتس كاونتي وإيه أف سي ويمبلدون ونادي ليذرهيد.

## وصلات خارجية
- ستايسي لونغ على موقع قاعدة بيانات كرة القدم.إي يو (الإنجليزية)
- ستايسي لونغ على موقع Soccerbase.com (لاعب) (الإنجليزية)